# Eressa megalospila
Eressa megalospila là một loài bướm đêm thuộc phân họ Arctiinae, họ Erebidae.